# Ribécourt-la-Tour
Ribécourt-la-Tour település Franciaországban, Nord megyében. Lakosainak száma 378 fő (2022. január 1.). Ribécourt-la-Tour Flesquières, Villers-Plouich, Trescault, Marcoing és Havrincourt községekkel határos.

## Népesség
A település népessége az elmúlt években az alábbi módon változott:
| Lakosok száma | 378  | 376  | 380  | 373  | 373  | 373  | 375  | 376  | 378  |
|               | 2013 | 2015 | 2016 | 2017 | 2018 | 2019 | 2020 | 2021 | 2022 |